# Bogish Brand Entertainment
"Bogish Brand Entertainment" es la firma discográfica del rapero Ca$his, situada en Orange County, California, fue fundada por  el mismo en el 2007, bajo Shady Records. El álbum de debut de Cashis, "Euthanasia LP", va a ser lanzado con Bogish Brand y con la ayuda de la firma "Amalgam Digital" en el 2009, otro lanzamiento para el 2009 bajo Bogish Brand va a ser el próximo álbum del rapero Knoc-turn'al "Knoc'sville", también está firmado el rapero Kurupt miembro de "Tha Dogg Pound" de "Doggystyle Records" la firma de Snoop Dogg, productores Rikanatti, Keno y Cuervo.

## Artistas
- "Ca$his"
- "Kurupt"
- "Knoc-turn'al"
- "Young De"
- "BBG'Z"
- "The Federation"
- "Spinz"

## Productores
- "Rikanatti"
- "Keno"
- "Cuervo"
- "Erik Bogdanovics"

## Lanzamientos bajo Bogish Brand Entertainment
- 2007 - "It's Whateva" (The Federation) (Bogish Brand)
- 2009 - "Euthanasia LP" (Ca$his) (Bogish Brand/Amalgam Digital)
- 2009 - "Knoc'sville" (Knoc-turn'al) (Bogish Brand/Treacherous Records)

- Datos: Q8249126